# Публій Ліциній Нерва
Публій Ліциній Нерва (*Publius Licinius Nerva, бл. 145 до н. е. — після 103 до н. е.) — політичний та військовий діяч часів Римської республіки.

## Життєпис
Походив із заможного плебейського роду Ліциніїв Нерв. Про батьків нічого невідомо. У 113—112 роках до н. е. обіймав посаду монетарія. Під час своєї каденції карбував срібні денарії зі сценою голосування та бронзові квадранти з головою Геркулеса. Згодом, імовірно, пройшов щаблі квестора і еділа, але роки невідомі. 105 року до н. е. обирається на посаду претора. 104 року до н. е. як провінцію отримав Сицилію.
За вказівкою римського сенату проводив розслідування, щоб звільнити громадян муніціпій, незаконно звернених в рабство. Під тиском багатих рабовласників припинив розгляд, що викликало повстання рабів. Подолавши перший спалах, далі Нерва вів військові дії без особливого успіху. Зазнав поразки під Морганатіной і змушений був відступити, дозволив повстанцям зайняти більшу частину острова. Тому його було змінено Луцієм Ліцинієм Лукуллом. Подальша доля Нерви невідома.